# Mitsubishi ASX
Mitsubishi ASX este un SUV crossover subcompact comercializat de producătorul japonez de automobile Mitsubishi Motors, fiind lansat pentru prima dată în 2010.
O a doua generație, bazată pe Renault Captur, a fost lansată pe 20 septembrie 2022.